# Eurynolambrus
Eurynolambrus is een geslacht van kreeftachtigen uit de klasse van de Malacostraca (hogere kreeftachtigen).

## Soort
- Eurynolambrus australis H. Milne Edwards & Lucas, 1841